# كرايغ كون
كرايغ كون (بالإنجليزية: Craig Conn)‏ هو لاعب اللاكروس أمريكي، ولد في 16 نوفمبر 1983 في سانت كاثرينز في كندا.